# 卡拉诺
卡拉诺（義大利語：Carano），是意大利特伦托自治省的一个市镇。总面积13平方公里，人口1068人，人口密度82.2人/平方公里（2009年）。ISTAT代码为022041。